# Auxa vadoni
Auxa vadoni là một loài bọ cánh cứng trong họ Cerambycidae.